# Chaetura cinereiventris
Chaetura cinereiventris là một loài chim trong họ Apodidae.